# Henrique Niño
Henrique Niño Ricoi (La Coruña, 19 de septiembre de 1947-Ibidem., 13 de febrero de 2019) fue un dibujante, ilustrador y naturalista español.

## Trayectoria
Realizó estudios de ingeniería agrónoma, aunque finalmente trabajó como empleado público. Realizó diversas guías y catálogos sobre la naturaleza, fundamentalmente de  especies botánicas en Galicia, entre ellas la pionera Guía das árbores de Galicia (1997).

## Obras
- Nomenclatura vernácula de flora vascular galega, con Xosé Castro González y Enrique Losada. Junta de Galicia, 1992.
- Catálogo da flora vascular galega, con Xosé Castro González y Enrique Losada. Junta de Galicia, 1994.
- Guía das árbores de Galicia. Baía Ediciones, 1997/2001, con Calros Silvar.
- Guía dos fentos de Galicia (2008), con Calros Silvar.
- Árbores (2010, Baía)
- Guía de árboles de Euskal Herria (2013), con Calros Silvar.[2]

Además, Henrique produjo distintas unidades didácticas, integrando texto, ilustraciones y diapositivas, sobre Baldaio, los árboles de Galicia o los fentos de Galicia.